# Felix van Groeningen
Felix van Groeningen (Gant, 1 de novembre de 1977) és un director de cinema i guionista belga.

## Biografia
Felix van Groeningen va néixer en Gant (Flandes). La seva segona pel·lícula de títol Belgica és un relat autobiogràfic. Va estudiar a l'Acadèmia Reial de Belles Arts de Gant (KASK), de la qual es va graduar en 2000 amb un curtmetratge titulat 50CC. Parella de l'actriu belga Charlotte Vandermeersch, el 2018 van tenir un fill.
La seva òpera prima va portar per títol Steve + Sky (2004). En 2007 va dirigir Dagen Zonder Lief i en 2008 De helaasheid der dingen, adaptació d'un llibre de Dimitri Verhulst. Per la seva tercera pel·lícula va rebre el premi Art Cinéma - Esment Especial al 62è Festival Internacional de Cinema de Canes.
En 2012 va dirigir Alabama Monroe, pel·lícula per la qual va rebre una nominació als Premis Oscar de 2013 en la categoria de millor pel·lícula estrangera i altres quatre nominacions als 26ns Premis del Cinema Europeu de 2013.
En 2022 va dirigir al costat de Charlotte Vandermeersch el film Les vuit muntanyes.

## Filmografia
- 50CC – curtmetratge (2000)
- Steve + Sky (2004)
- Dagen zonder lief (2007)
- De helaasheid der dingen (2009)
- Alabama Monroe (The Broken Circle Breakdown ) (2012)
- Belgica (2015)
- Beautiful boy: Sempre seràs el meu fill (2018)
- Les vuit muntanyes (2022)[8]

## Reconeixements
- David di Donatello
  - 2015 - Nominació a Millor Pel·lícula Europea per Alabama Monroe
  - 2023 - Premi a la Millor pel·lícula per a Les vuit muntanyes
  - 2023 - Nominada a Millor Director per Les vuit Muntanyes
  - 2023 - Millor guió adaptat per a Les vuit muntanyes

- Festival de Canes
- 2009 - Nominació al Premi CICAE per De helaasheid der dingen
- 2009 - Premi CICAE - Esment Especial per De helaasheid der dingen
- 2022 - Nominació a la Palma d'Or per Les vuit muntanyes
- 2022 - Premi del Jurat per Les vuit muntanyes

- Premis César
- 2014 - Nominació a Millor Pel·lícula Estrangera per Alabama Monroe